# شون هانكنسون
شون هانكنسون (بالإنجليزية: Sean Hankinson)‏ هو ممثل أمريكي، ولد في 16 يونيو 1981 في توسان في الولايات المتحدة.

## وصلات خارجية
- الموقع الرسمي
- شون هانكنسون على موقع IMDb (الإنجليزية)
- شون هانكنسون على موقع قاعدة بيانات الفيلم (الإنجليزية)